# Посланици на Русия и СССР в България

## Хронология на дипломатическите отношения
- 25 юни 1879 г. – установени са дипломатически отношения.
- 1886 г. – дипломатическите отношения са прекъснати.
- 1896 г. – дипломатическите отношения са възстановени.
- 6 октомври 1915 г. – дипломатическите отношения са прекъснати след като България влиза във войната на страната на Централните сили.
- 3 март 1918 г. – установени са дипломатически отношения по силата на Брест-Литовския договор (фактически не са реализирани).
- 11 – 23 юли 1934 г. – установени са дипломатически отношения на ниво мисии.
- 5 септември 1944 г. – дипломатическите отношения са прекъснати от СССР.
- 14 – 16 август 1945 г. – дипломатическите отношения са възстановени на ниво мисии.
- 6 януари 1948 г. – мисиите са преобразувани в посолства.

## Списък
Ръководители на дипломатическите мисии (посланици, управляващи, пълномощни министри, генерални консули и др.) на Руската империя, Съветския съюз и Руската федерация в България.
| 1. Александър Петрович Давидов                 |
| 1879 – 1880                                    |
| 2. Алексей Михайлович Кумани                   |
| 1880 – 1880                                    |
| 3. Михаил Александрович Хитрово                |
| 1881 – 1882                                    |
| 4. Александър Семьонович Йонин                 |
| 1883 – 1884                                    |
| 5. Александър Иванович Кояндер                 |
| 1884 – 1885                                    |
| 6. Николай Василиевич Каулбарс                 |
| 1886 – 1886                                    |
| 7. Николай Валериевич Чариков                  |
| 1896 – 1897                                    |
| 8. Георги Петрович Бахметев                    |
| 1897 – 1905                                    |
| 9. Андрей Николаевич Щеглов                    |
| 1906 – 1907                                    |
| 10. Дмитрий Константинович Сементовский-Курило |
| 1907 – 1911                                    |
| 11. Анатолий Василиевич Неклюдов               |
| 1911 – 1913                                    |
| 12. Александр Александрович Савинский          |
| 1914 – 1915                                    |
| 13. Фьодор Фьодорович Разколников              |
| 1934 – 1938                                    |
| 14. Анатолий Йосифович Лаврентиев              |
| 1939 – 1940                                    |
| 15. Александър Андреевич Лавришчев             |
| 1940 – 1944                                    |
| 16. Степан Павлович Кирсанов                   |
| 1945 – 1948                                    |
| 17. Михаил Фьодорович Бодров                   |
| 1948 – 1954                                    |
| 18. Юрий Кондратиевич Приходов                 |
| 1954 – 1960                                    |
| 19. Георги Аполинариевич Денисов               |
| 1960 – 1963                                    |
| 20. Николай Николаевич Органов                 |
| 1963 – 1967                                    |
| 21. Александър Михайлович Пузанов              |
| 1967 – 1972                                    |
| 22. Владимир Николаевич Базовский              |
| 1972 – 1979                                    |
| 23. Никита Павлович Толубеев                   |
| 1979 – 1983                                    |
| 24. Леонид Иванович Греков                     |
| 1983 – 1988                                    |
| 25. Виктор Василиевич Шарапов                  |
| 1988 – 1992                                    |
| 26. Александър Алексеевич Авдеев               |
| 1992 – 1996                                    |
| 27. Леонид Владимирович Керестеджиянц          |
| 1997 – 2000                                    |
| 28. Владимир Генадиевич Титов                  |
| 2000 – 2004                                    |
| 29. Анатолий Викторович Потапов                |
| 2004 – 2008                                    |
| 30. Юрий Николаевич Исаков                     |
| 2008 – 2016                                    |
| 31. Анатолий Анатолиевич Макаров               |
| 2016 – 2021                                    |
| 32. Елеонора Валентиновна Митрофанова          |
| 2021 – настояще                                |